# Селајна (Охајо)
Селајна (енгл. Celina) град је у америчкој савезној држави Охајо.

## Демографија
По попису из 2010. године број становника је 10.400, што је 97 (0,9%) становника више него 2000. године.
| Група             | 2000.         | 2010.         |
| Белци             | 9.877 (95,9%) | 9.734 (93,6%) |
| Афроамериканци    | 19 (0,2%)     | 50 (0,5%)     |
| Азијати           | 69 (0,7%)     | 117 (1,1%)    |
| Хиспаноамериканци | 220 (2,1%)    | 293 (2,8%)    |
| Укупно            | 10.303        | 10.400        |